# Ян Сяоцзюнь
Ян Сяоцзюнь (кит. 楊曉君, англ. Yang Xiaojun; р. 18 мая 1963, Пекин, Китай) — китайская волейболистка, центральная блокирующая. Чемпионка летних Олимпийских игр 1984 года, чемпионка мира 1986.

## Биография
Волейболом Ян Сяоцзюнь начала заниматься в 1976 году в спортивной школе при Пекинском рабочем стадионе, а уже через два была принята в столичную команду «Бэйцзин», за которую выступала на протяжении всего китайского периода своей спортивной карьеры.
В 1983 Ян Сяоцзюнь дебютировала в сборной Китая и стала обладателем серебряных медалей чемпионата Азии. Уже со следующего года начался период непрерывных побед китайской национальной команды в официальных соревнованиях, продлившийся на протяжении 4 лет и включивших в себя «золото» Олимпиады-1984, Кубка мира 1985, чемпионата мира и Азиатских игр 1986 и чемпионата Азии 1987. Одним из ключевых игроков той великой команды была и Ян Сяоцзюнь. В 1985 принимала участие в двух «Гала-матчах» ФИВБ, в которых сборная Китая играла против сборной «Звёзды мира». В 1989 участвовала в аналогичных матчах, но уже в составе команды «Всех звёзд», противостоящей сборной СССР.
В 1989 года Ян Сяоцзюнь переехала в ФРГ и на протяжении трёх сезонов выступала за команду «Фойербах» из Штутгарта в чемпионатах ФРГ и объединённой Германии. В её составе становилась чемпионкой (дважды) и обладателем национального Кубка. После травмы колена завершила игровую карьера и перешла на тренерскую работу. В 1992 входила в тренерский штаб команды «Фойербах», в 1993—1995 возглавляла юниорскую команду земли Баден-Вюртемберг, в 1995—2001 — тренер команд «Штутгарт» (1995—1998), «Креглинген» (1998—2001), «Шмиден» (2001—2002). В 2002—2008 Ян Сяоцзюнь преподавала на тренерских курсах, а в 2008—2011 тренировала команду бундеслиги-1 «Висбаден». С 2014 — тренер мужской команды «Родхайм», выступающей в региональной лиге (3-й по значимости дивизион).   

### Клубная карьера
- 1978—1988 —  «Бэйцзин» (Пекин);
- 1989—1992 —  «Фойербах» (Штутгарт).

## Достижения

### Клубные[3]
- чемпионка ФРГ 1990.
- чемпионка Германии 1991;
  - серебряный призёр чемпионата Германии 1992.

### Со сборной Китая
- Олимпийская чемпионка 1984;
  - бронзовый призёр Олимпийских игр 1988.
- чемпионка мира 1986.
- победитель розыгрыша Кубка мира 1985.
- чемпионка Азиатских игр 1986.
- чемпионка Азии 1987;
  - серебряный призёр чемпионата Азии 1983.

### Индивидуальные
- 1986: лучшая на приёме чемпионата мира.